# Костадедој (Болцано)
Костадедој је насеље у Италији у округу Болцано, региону Трентино-Јужни Тирол.
Према процени из 2011. у насељу је живело 66 становника. Насеље се налази на надморској висини од 1516 м.